# Amara (Iraq)
Amara (àrab: العمارة, al-ʿAmāra) és una ciutat d'Iraq al sud del país, a la riba esquerra del Tigris, a 50 km de la frontera amb Iran. És capital de la província de Maysan. La població era de 340.000 habitants el 2002 i estimada en 420.000 el 2005.
Fou fundada el 1862 com a lloc militar per controlar les tribus Banu Lam i Al Bu Muhammad i es va desenvolupar com a mercat local i estació d'aprovisionament per vaixells fluvials. El 1890 va passar a ser capital dels dominis privats del sultà Abdul Hamid II. Fins al 1915 fou capital d'un sanjaq otomà (amb els qadà d'Ali al-Gharbi i Kalaa Salih) i en aquesta data fou ocupada pels britànics; des del 1921 fou capital d'un liwà d'Iraq i més tard de la província d'Amara, rebatejada de Madyan el 1976.
Fou teatre d'operacions militars durant la guerra entre Iran i Iraq. El 1991 es van revoltar els xiïtes locals contra Saddam Hussein; els rebels s'amagaven a la zona a la vora de la ciutat, que fou objecte de la repressió del règim. Fou feu de Muqtada al-Sadr el pare del qual havia estat executat a Amara. El maig de 1999 les forces de la Guàrdia Republicana van fer operacions a la zona; els rebels van dir que havien rebutjat als atacants. A la invasió de l'Iraq el 2003 fou fàcilment ocupada pels britànics amb el suport local, però després (el mateix 2003) els resistents es van posar contra els ocupants. Diverses vegades la ciutat s'aixecà en favor de Muqtada al-Sadr i s'han fet diverses operacions militars, la darrera el 18 de juny del 2008.